# ديانة فيدية

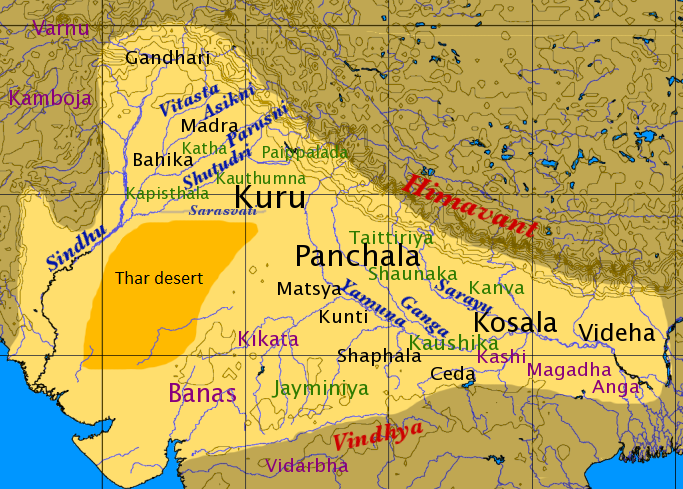
خارطة شمال الهند في أواخر عهد فيدا.

تشير الديانة الفيدية أو الديانة الفيدية التاريخية (المعروفة أيضًا بالفيدية أو الهندوسية القديمة) إلى الأفكار والممارسات الدينية بين معظم الشعوب الناطقة بالهندوآرية في الهند القديمة بعد عام 1500 قبل الميلاد. وُجدت هذه الأفكار والممارسات في النصوص الفيدية، وكانت من المؤثرات الرئيسية التي شكّلت الهندوسية المعاصرة.
وفقًا لهاينريش فون شتيتنكورن (باحث ألماني)، في المنشورات الغربية من القرن التاسع عشر، كان من المعتقد أن الديانة الفيدية تختلف عن الهندوسية ولا علاقة لها بها. يُعتقد أن الدين الهندوسي مرتبط بالملاحم الهندوسية والبورانا من خلال الطوائف القائمة على التنترا والبهاكتي والبوروهيتا. في القرن العشرين، قاد الفهم الأفضل للديانة الفيدية وتراثها ولاهوتها المشتركَين مع الهندوسية المعاصرة الباحثين إلى اعتبار أن الهندوسية انحدرت من الديانة الفيدية. شددت حركات الإصلاح الهندوسية والنيو-فيدانتا على التراث الفيدي و«الهندوسية القديمة»، واختير هذا المصطلح من قبل بعض الهندوس. أصبحت الديانة الفيدية مقبولة عمومًا بوصفها سلفًا للهندوسية، لكنها ليست كذلك، لأن الأدلة النصية تشير إلى اختلافات كبيرة بين الاثنين، مثل الإيمان بالحياة الآخرة بدلًا من مبادئ تناسخ الأرواح والسامسرا المستحدَثَين في وقت لاحق.
توصف الديانة الفيدية في الفيدا وما يرتبط بها من كتب فيدية هائلة محافَظ عليها في العصر الحديث من قبل مختلف مدارس الكهنة. النصوص الدينية الفيدية هي نصوص ذهنية ومنظمة وفكرية، ولكن من غير الواضح ما إذا كانت النظرية في نصوص الفيدا المختلفة تعكس بالفعل الممارسات الشعبية والأيقونية وغيرها من الجوانب العملية للديانة الفيدية. وتشير الأدلة إلى أن الديانة الفيدية تطورت في «اتجاهين متناقضين ظاهريًا»، كما أفاد كل من جاميسون وويتزل. تطور جزء إلى «نظام شعائري أكثر تفصيلًا وتكلفةً وتخصيصًا»، في حين شكك جزء آخر في كل ذلك وشدد على «التجريد والاستيعاب الداخلي للمبادئ الكامنة وراء الطقوس والتكهنات الكونية» في المرء نفسه. أثرت هذه التقاليد على الديانات الهندية مثل البوذية والجاينية، وخاصة الهندوسية. ما تزال الطقوس الفيدية المعقدة لشراوتا تُمارس في كيرلا وأندرا الساحلية.
يعتبر بعض العلماء أن الديانة الفيدية مركبة من ديانات الهندوآرية، وهي «مزيج توفيقي من عناصر آسيا الوسطى القديمة والهندوأوروبية الجديدة»، التي استعارت «معتقدات وممارسات دينية مميزة» من ثقافة الباختر-مارجيانا، وبقايا الثقافة الهارابية في وادي السند.

## تعريف المصطلحات
طبقًا لرأي عالم الهنديات الهولندي يان هيسترمان، فإن مصطلحَي الفيدية والبراهمانية «مصطلحان غير دقيقين إلى حد ما». تشير هذه المصطلحات إلى الأشكال الهندوسية القديمة المبنية على الأيديولوجيات الموجودة في مجموعة نصوصها الأدبية الأولى. تشير الفيدية إلى أقدم نسخة، كما يذكر هيسترمان، وكانت أقدم من البراهمانية. وتشير أيضًا إلى الأفكار الدينية للهنود الأوروبيين، الذين هاجروا إلى منطقة وادي نهر السند في شبه القارة الهندية، والتي اعتمد دينها على مجموعة نصوص الفيدا، بما في ذلك الأبانيشاد الأولى. وتشير البراهمانية وفقًا لهيسترمان إلى الديانة التي توسعت إلى منطقة ممتدة من شبه القارة الشمالية الغربية إلى وادي الغانج. كانت البراهمانية تشتمل على مجموعة النصوص الفيدية والكتب غير الفيدية مثل دهرماسوترس وَ دهرماشسترا، وكانت النسخة من الهندوسية القديمة التي أعطت أهمية لطبقة الكهنة (البراهمة) في المجتمع. وفقًا لموسوعة بريتانيكا، تشير البراهمانية بشكل منفصل إلى كل من الموقع المهيمن للكهنة (البراهمة) والأهمية المعطاة لتكهنات الواقع المطلق (براهمان) في أوائل أوبانيشاد، وهذه المصطلحات مرتبطة أيضًا من ناحية علم أصول الكلمات.
صيغت كلمة البراهمانية من قبل غونسالو فيرنانديز ترانكوزو (1520-1596) في القرن السادس عشر، وهي مرتبطة بالمفهوم الميتافيزيقي للبراهمان الذي نشأ من أفكار ما بعد الفيدا في أواخر عصر الفيدا (أوبانيشاد). طُرح مفهوم البراهمان على أنه كان موجودًا قبل خلق الكون، والذي يشكل كل الوجود بعد ذلك، والذي سيتفكك الكون فيه، تليه دورات مماثلة لا نهاية لها من الخلق والرعاية والهلاك.

## الأصول والتطور
كانت الديانة الفيدية على الأرجح ديانة الهندوآريين الفيديين، وتوجد في شمال الهند تقريبًا من 1750 إلى 500 قبل الميلاد. كانت الهندوآرية فرعًا لعائلة اللغة الهندوأوروبية، التي نشأت في ثقافة السنتاشتا وتطورت أكثر إلى ثقافة الأندرونوفو، التي تطورت بدورها من ثقافة الكورغان لسهوب آسيا الوسطى. تعود الفترة المقترحة بشكل عام في عصر الفيدية السابق إلى الألفية الثانية قبل الميلاد.

اقتُرح أن المعتقدات والممارسات الفيدية في عصر ما قبل الكلاسيكية ترتبط ارتباطًا وثيقًا بالديانة المفترضة للهنود الأوربيين البدائيين، وتبين علاقات مع طقوس من ثقافة الأندرونوفو التي ينحدر منها الهندوآريون. وفقًا لأنتوني، فإنه من المحتمل ظهور الديانة الهندية القديمة بين مهاجري الهنود الأوروبيين في منطقة الاتصال بين نهر زرافشان (أوزبكستان حاليًا) وإيران (حاليًا). كان «مزيجًا توفيقيًا من عناصر آسيوية وسطى القديمة والهندوأوروبية الجديدة» التي استعارت «معتقدات وممارسات دينية مميزة» من ثقافة الباختر-مارجيانا. وهذا التأثير التوفيقي يدعمه ما لا يقل عن 383 كلمة غير هندوأوروبية اقتُبست من هذه الثقافة، بما في ذلك الإله إندرا والشراب الطقوسي سوما. طبقًا لأنتوني:
نُقل العديد من صفات إله القوة/النصر الهندوإيراني، فيرتراغنا، إلى الإله المعتمد إندرا، الذي أصبح الإله المركزي للثقافة الهندية القديمة النامية. كان إندرا موضوعًا لـ250 ترتيلًا، وهو ربع مجموعة النصوص «ريغ فيدا». ارتبط بـ«سوما» أكثر من أي إله آخر، وهو عقار منشط (على الأغلب اشتُق من إفيدرا) ربما أُخِذ من ديانة الباختر-مارجيانا. كانت أهميته ميزةً فريدة للناطقين بالهندية القديمة.
لم يُعثر على أقدم النقوش في الهندية القديمة، وهي لغة ريغ فيدا، في شمال غرب الهند وباكستان، ولكنها وُجدت في شمال سوريا، موقع مملكة ميتاني. أخذ ملوك ميتاني أسماء عرش الهندية القديمة، واستُخدمت المصطلحات التقنية للهندية القديمة لركوب الخيل وقيادة العربات. وُظف أيضًا مصطلح الهندية القديمة «رِتَه» في مملكة ميتاني، والذي يعني «النظام الكوني والحقيقة»، وهو المفهوم المركزي لريغ فيدا. كانت آلهة الهندية القديمة، بما فيها إندرا، معروفة أيضًا في مملكة ميتاني.
توطدت الديانة الفيدية للفترة الفيدية اللاحقة في مملكة كورو، وشاركت مع الديانات المحلية، مثل طائفة الياكشا، وكانت في حد ذاتها نتاجًا «لمجموعة من ثقافات وحضارات الهندوآرية والهارابية». يورد وايت (2003) ثلاثة من العلماء السائدين الآخرين الذين «أثبتوا بشكل قاطع» أن الديانة الفيدية مشتقة جزئيًا من حضارة وادي السند. تطورت ديانة الهندوآريين أكثر عندما هاجروا إلى سهل الغانج بعد عام 1100 تقريبًا قبل الميلاد، وأصبحوا مزارعين مستقرين، واندمجوا مع الثقافات الأصلية في شمال الهند.

## قبائل الكيلاش
بحسب المؤرخ وعالم اللغة السنسكريتية، مايكل ويتزل، فإن بعض طقوس قبائل الكيلاش لها عناصر من الديانة الفيدية التاريخية، ولكن هناك أيضًا بعض الاختلافات مثل وجود النار بجوار المذبح بدلًا من «وجودها داخل المذبح» كما في الديانة الفيدية.